# Folketingsmedlemmer valgt i 1892
Ved Folketingsvalget i 1892 valgtes 102 medlemmer af Folketinget. Fem partier opnåede repræsentation i Folketinget, Venstre (forkortet V.), Højre (forkortet H.), Socialdemokraterne (forkortet S.), bergianerne (Rene Venstre) (forkortet B.), europæere (Folketingets Venstre) (forkortet E.) og løsgængere (forkortet L.).

## A
- Alberti (V) valgt i Køge
- N. Andersen (H) valgt i Kerteminde
- N. Andersen (H) valgt i Vestervig
- Aaberg (H) valgt i Lemvig

## B
- Bach (B) valgt i Bjerget
- Bahnson (H) valgt i Frederiksberg
- Bajer (V) valgt i Horsens
- J. Bertelsen (V) valgt i Bjerre
- Bertelsen (V) valgt i Halvrimmen
- Berntsen (V) valgt i Assens
- Blem (V) valgt i Rønne
- Bluhme (E) valgt i Esbjerg
- Proprietær P. Bjerre (B)
- Bjørnbak (V) valgt i Odder
- Bojsen (V) valgt i Stege
- Brandes (E) valgt i Rudkøbing
- Bramsen (H) valgt i Ålborg
- Busk (E) valgt i Ribe
- Byriel Jensen (V) valgt i Skanderborg
- Bøtker (V) valgt i Brædstrup
- Bønløkke (V)

## C
- Christensen (B) valgt i Ringkøbing
- S. P. Christensen (B) valgt i Vrejlev
- Poul Christensen (E) valgt i Sorø
- Emil Christiansen (H) valgt i Odense
- Gårdejer Christoffersen (V)
- Clausager (V) valgt i Skjern
- R. Clausen (V) valgt i Nykøbing på Falster
- Colding (H) valgt i Lyngby

## D
- Dalsgaard (V) valgt i Skive
- Dinesen (H) valgt i Hillerrød
- Dinesen (V) valgt i Grenå

## F
- Falkensjerne (E) valgt i Vejle
- Gårdejer Feldhusen (V)
- Frederiksen (E) valgt i Ærø
- Afsk. lærer Fogtmann (E) valgt i Holbæk

## G
- Bureanchef Gad (H) valgt i Københavns 6. valgkreds
- Højskoleforstander Geltzer (B)

## H
- H. Hansen (L) valgt i Fuglebjerg
- O. Hansen (V) valgt i Lejre
- Hammerich (H) valgt i Nakskov
- C. Hage (L) valgt i Københavns 7 valgkreds
- Joh. Hage (H) valgt i Fredensborg
- Henrik Henriksen (V) valgt i Kolding
- Overst Hedemann (H)
- Holm (V) valgt i Verninge
- Byskriver Holch (H)
- S. Holm (S) valgt i Københavns 5 valgkreds
- Høgsbro (V) valgt i Sønderbroby
- Højmark (V) valgt i Søndersø
- Hørdum (S) valgt i Københavns 9 valgkreds
- Hørup (E)

## J
- N. Jensen (V) valgt i Nyborg
- Anton Jensen (V) valgt i Fakse
- Chr. Jensen (B) valgt i Sæby
- Kr. Jensen (V) valgt i Fåborg
- Ingvard Jensen (B) valgt i Åkirkeby
- Jagd (H) valgt i Thisted
- Johannesen (H) valgt i Maribo
- Jørgensen (S) valgt i Svendborg
- H. Jørgensen (H) valgt i Frederiksværk
- S. Jørgensen (V) valgt i Give
- Jungersen (V) valgt i Hjørring

## K
- Klein (H) valgt i Viborg
- Kjær (V) valgt i Skjoldelev
- Kvist (V) valgt i Nibe
- Redaktør Korsgaard (L), Ods herred

## L
- N. J. Larsen (V) valgt i Stubbekøbing
- J. K. Lauridsen (E) valgt i Ringsted
- Overretssagfører Leth (B)
- Lohmann (V) valgt i Middelfart
- Lund (V) valgt i Næstved
- Lüttichau (H) valgt i Randers

## M
- A. Mage (H) valgt i Præstø
- Madsen (B) valgt i Frederikshavn
- Martin Madsen (H) valgt i Sakskøbing
- Mølgaard-Nielsen (B) valgt i Holstebro

## N
- Neergaard (V) valgt i Hørning
- Nielsen (H) valgt i Slagelse
- Nielsen (V) valgt i Bogense
- A. Nielsen (B) valgt i Løvel
- R. Nielsen (V) valgt i Herning
- J. C. Nielsen (V) valgt i Svinninge
- Nøkkentved (H) valgt i Mariager
- Nøhr (E) valgt i Vordingborg

## O
- Ousen (V) valgt i Fredericia

## P
- Paulin (H) valgt i Vonsild
- Justitsråd Plesner (V)
- P. Pedersen (E) valgt i Frederikssund

## R
- Rasmussen (B) valgt i Bække
- Ravn (H) valgt i Københavns 8 valgskreds
- Ravn (V) valgt i Morsø
- Reisz (H) valgt i Århus
- Rosager (B) valgt i Kværndrup

## S
- J. Scavenius (H) valgt i Store Heddinge
- O. Scavenius (H) valgt i Skælskør
- Scharling (H) valgt i Københavns 4 valgskreds
- Scheel (H) valgt i Roskilde
- Sloth (V) valgt i Levring
- Svendsen (V) valgt i Søndervinge
- Sørensen (B) valgt i Varde

## T
- Seminarforstander Tang (L)
- Tauber (E) valgt i Vedby
- Thomsen (H) valgt i Helsingør
- Trier (L) valgt i Københavns 1 valgkreds
- Tutein (V) valgt i Nørresundby
- Tvermose (K) valgt i Københavns 3 valgskreds

## V
- Gårdejer J. Vestergaard (B)

## W
- Kaptajn C. Wagner (H) valgt i Københavns 2 valgskreds
- Wassard (H) valgt i Københavns 3 valgskreds
- Wistoft (V) valgt i Æbeltoft